# Volby do Evropského parlamentu v Německu 2024
Volby do Evropského parlamentu se v Německu uskutečnily 9. června 2024 jako součást celoevropských voleb. Šlo o desáté volby od prvních přímých voleb v Německu roce 1979. Mírný nárůst hlasů volby přinesly zejména pro stranu CDU/CSU, zatímco všechny tři vládní strany — SPD, Zelení a FDP získaly méně hlasů než před pěti lety. Největší pokles zaznamenali především Zelení. Naopak krajně pravicová Alternativa pro Německo (AfD) zaznamenala ve volbách výrazný nárůst hlasů i mandátů, a skončila druhá. Výsledky poukázaly na výraznou regionální nerovnováhu země: AfD získala alespoň relativní většinu ve všech okresech bývalého Východního Německa, až na šest výjimek (v Postupimi a Potsdam-Mittelmarku v Braniborsku, ve městech Erfurt, Jena a Výmar a také v tradičně katolickém Eichsfeldu v Durynsku). Značný počet voličů zaujala také nově vzniklá levicově-populistická strana Aliance Sahra Wagenknechtové, která se největší podpoře těšila také v oblastech bývalého NDR.

## Pozadí
Volby do Evropského parlamentu v roce 2024 byly prvními národními volbami, které se v Německu konaly od voleb do spolkového sněmu v roce 2021, ve kterých křesťanští demokraté CDU-CSU bývalé kancléřky Angely Merkelové prohráli se Sociálnědemokratickou stranou (SPD) vedenou Olafem Scholzem. Ten následně vytvořil tzv. koalici Semafor s Svobodnou demokratickou stranou (FDP) a stranou Svaz 90/Zelení.

## Volební systém
V německém volebním obvodu je voleno celkem 96 europoslanců. Kandidující subjekty mohou předložit buď federální seznam nebo státní seznamy svých kandidátů pro jednotlivé spolkové země.
Od voleb do Evropského parlamentu v roce 2014 Německo nemá žádný volební práh, což umožnilo řadě menších stran získat mandáty, protože k získání prvního mandátu podle Sainte-Laguëovo metody jim stačí dosáhnout přibližně 0,5 % hlasů. Ačkoli Evropská rada doporučila, aby země s více než 35 poslanci Evropského parlamentu zavedly volební práh mezi 2 % a 5 %, německá vláda v listopadu 2018 od svých plánů na zavedení 2% prahu upustila. V roce 2022 vláda ovšem rozhodla o zavedení 2%, ale tento práh se na volby v roce 2024 nevztahuje. V roce 2019 činil faktický práh pro získání mandátu přibližně 0,7 % hlasů.

## Kontroverze

### Útoky na vůdce kampaní
V posledním dubnovém týdnu 2024 byli pracovníci kampaní za Zelené, Volt a Die Linke napadeni a v některých případech též zraněni při vylepování propagačních plakátů.

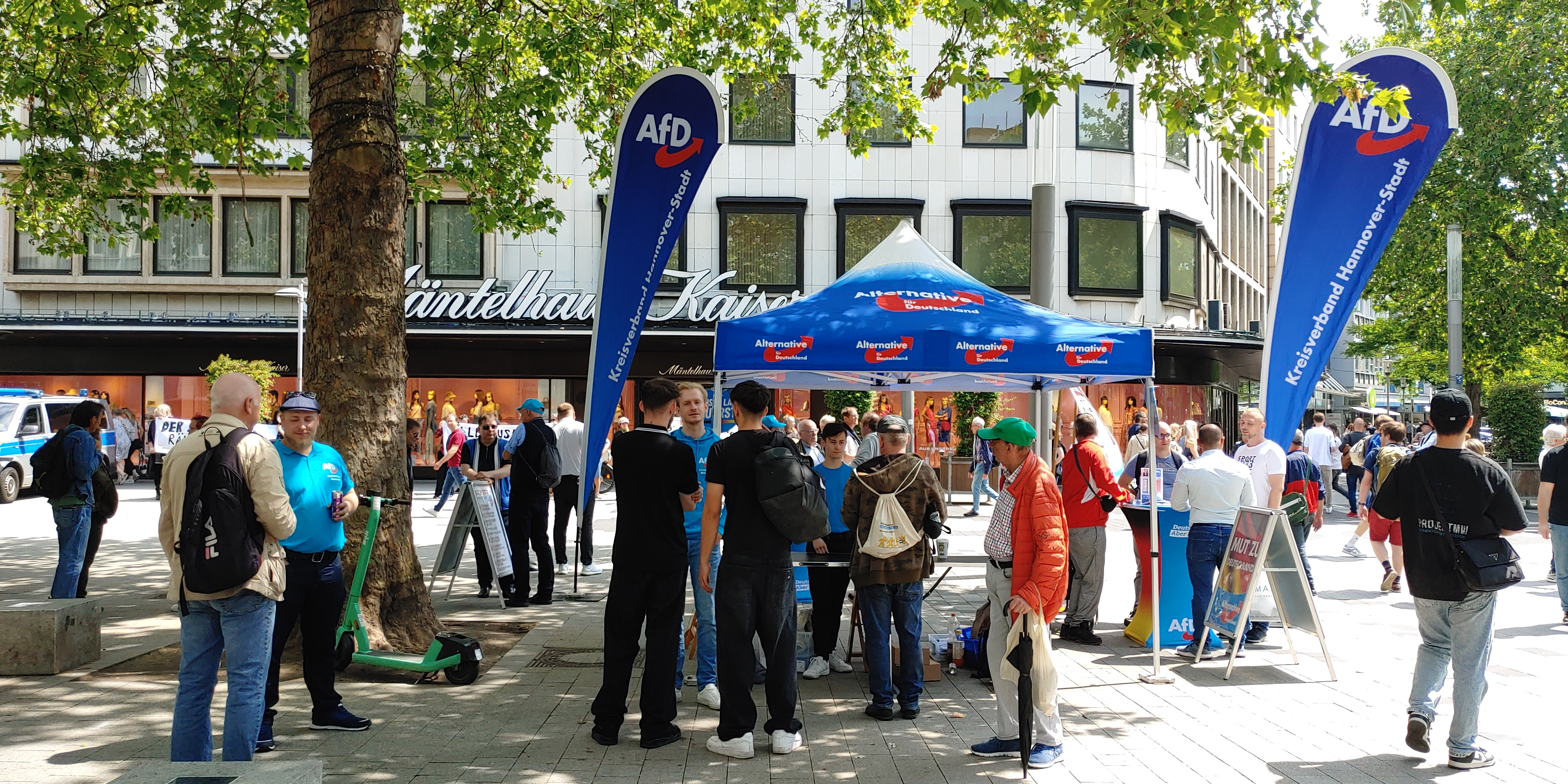
Předvolební mítink AfD v Hannoveru

Dne 3. května 2024 byl Matthias Ecke (SPD) napaden při vylepování plakátů v Drážďanech. Utrpěl zlomeninu očnice a musel podstoupit operaci. Vyšetřování převzaly policejí orgány, protože se předpokládalo, že útok byl politicky motivován. Krátce předtím byl na stejném místě při výlepu plakátů již napaden pracovník kampaně Zelených. Dne 5. května se pachatel, 17letý mladík, přihlásil a přiznal k útoku na Eckeho. Poté byli identifikováni i tři další podezřelí. Po incidentu v Drážďanech vyzvaly aliance Spolu proti pravici a "Wir sind die Brandmauer Dresden" k demonstracím v Drážďanech a Berlíně. V Drážďanech se na demonstraci shromáždilo 3 000 účastníků, aby po útoku projevili solidaritu; celá akce proběhla pod heslem "Násilí nemá v naší demokracii místo."
Dne 4. května 2024 byl Holger Kühnlenz, člen zemského parlamentu za AfD, v Nordhornu, v Dolním Sasku zasažen vejci a udeřen do obličeje. Kromě toho byl také poškozen volební stánek AfD v Drážďanech.
Dne 5. června 2024 byl Heinrich Koch, kandidát na místní zastupitelstvo za AfD, bodnut v Mannheimu nožem, když "konfrontoval vandaly ničí plakáty." V Mannheimu k útoku nožem navíc došlo již několik dní předem.

### Narážky AfD na jednotkySS
V květnu 2024 v rozhovoru pro italský deník La Repubblica člen AfD Maximilian Krah prohlásil, že ne všichni členové Waffen-SS by měli být považováni za zločince, a uvedl příklad Güntera Grasse, bývalého nositele Nobelovy ceny za literaturu a člena Waffen-SS. Dodal: „Nikdy bych neřekl, že každý, kdo nosil uniformu SS, byl automaticky zločinec. Mezi 900 000 členy SS byli také mnozí rolníci: jistě bylo mezi nimi vysoké procento zločinců, ale ne všichni".
Tento rozhovor údajně způsobil další zhoršení již napjatých vztahů mezi AfD a francouzským Národním shromážděním, kteří oba sedí v politické frakci Identita a demokracie. V reakci na Krahova prohlášení a obvinění z čínského vlivu na AfD oznámili členové Národního shromáždění, následovaní italskou Legou a Dánskou lidovou stranou, že se po volbách do Evropského parlamentu v roce 2024 s AfD rozejdou a ukončí s ní formální spolupráci.

## Složení před volbami
| Frakce EP                  | Frakce EP                                          | Mandáty | Strana                            | Strana                              | Mandáty |
| -------------------------- | -------------------------------------------------- | ------- | --------------------------------- | ----------------------------------- | ------- |
|                            | Evropská lidová strana (EPP)                       | 30/96   |                                   | Křesťanskodemokratická unie Německa | 23      |
|                            | Evropská lidová strana (EPP)                       | 30/96   | Křesťansko-sociální unie Bavorska | 6                                   |         |
|                            | Evropská lidová strana (EPP)                       | 30/96   | Rodinná strana Německa            | 1                                   |         |
|                            | Zelení / Evropská svobodná aliance (Greens/EFA)    | 25/96   |                                   | Svaz 90/Zelení                      | 21      |
|                            | Zelení / Evropská svobodná aliance (Greens/EFA)    | 25/96   | Ekologická demokratická strana    | 1                                   |         |
|                            | Zelení / Evropská svobodná aliance (Greens/EFA)    | 25/96   | Volt Německo                      | 1                                   |         |
|                            | Zelení / Evropská svobodná aliance (Greens/EFA)    | 25/96   | Pirátská strana Německa           | 1                                   |         |
|                            | Zelení / Evropská svobodná aliance (Greens/EFA)    | 25/96   | nestraníci                        | 1                                   |         |
|                            | Pokrokové spojenectví socialistů a demokratů (S&D) | 16/96   |                                   | Sociálnědemokratická strana Německa | 16      |
|                            | Obnova Evropy (RE)                                 | 7/96    |                                   | Svobodná demokratická strana        | 5       |
|                            | Obnova Evropy (RE)                                 | 7/96    | Svobodní voliči                   | 2                                   |         |
|                            | Levice v Evropském parlamentu – GUE/NGL (The Left) | 5/96    |                                   | Die Linke                           | 5       |
|                            | Evropští konzervativci a reformisté (ECR)          | 1/96    |                                   | Aliance Německo                     | 1       |
|                            | Nezařazení (NA)                                    | 12/96   |                                   | Alternativa pro Německo             | 9       |
|                            | Nezařazení (NA)                                    | 12/96   | Die PARTEI                        | 1                                   |         |
|                            | Nezařazení (NA)                                    | 12/96   | nestraníci                        | 2                                   |         |
| Celkem                     | Celkem                                             | Celkem  | Celkem                            | Celkem                              | 96      |
| Zdroj: European Parliament |                                                    |         |                                   |                                     |         |

## Kandidátské strany
| Logo | Strana | Foto | Volební lídr                     | Ideologie                    | Postoj k EU            | Poznámky                   |
| ---- | --- | ---- | -------------------------------- | ---------------------------- | ---------------------- | -------------------------- |
|      | Křesťanskodemokratická unie Německa                                                                           | –    | –                                | křesťanská demokracie        | eurooptimismus         | nekandiduje v Bavorsku     |
|      | Svaz 90/Zelení                                                                                                |      | Terry Reintkeová                 | zelený sociální liberalismus | eurofederalismus       |                            |
|      | Sociálnědemokratická strana Německa                                                                           |      | Katarina Barleyová               | sociální demokracie          | eurooptimismus         |                            |
|      | Alternativa pro Německo                                                                                       |      | Maximilian Krah                  | národní konzervatismus       | mírný euroskepticismus |                            |
|      | Křesťansko-sociální unie Bavorska                                                                             |      | Manfred Weber                    | křesťanská demokracie        | eurooptimismus         | kandiduje pouze v Bavorsku |
|      | Levice |      | Martin Schirdewan                | demokratický socialismus     | eurooptimismus         |                            |
|      | Svobodná demokratická strana                                                                                  |      | Marie-Agnes Strack-Zimmermannová | klasický liberalismus        | eurooptimismus         |                            |
|      | Strana práce, právního státu, dobrých životních podmínek zvířat, podpory elit a demokratické iniciativy zdola |      | Martin Sonneborn                 | recesistický humanismus      | eurooptimismus         |                            |
|      | Svobodní voliči                                                                                               |      | Christine Singerová              | liberální konzervatismus     | mírný euroskepticismus |                            |
|      | Ekologická demokratická strana                                                                                |      | Manuela Ripaová                  | zelený konzervatismus        | ?                      |                            |
|      | Rodinná strana Německa                                                                                        |      | Helmut Geuking                   | sociální konzervatismus      | ?                      |                            |
|      | Volt Německo                                                                                                  |      | Damian Boeselager                | sociální liberalismus        | eurofederalismus       |                            |
|      | Pirátská strana Německa                                                                                       |      | Anja Hirschelová                 | pirátská politika            | eurofederalismus       |                            |
|      | Strana na ochranu zvířat a životního prostředí                                                                |      | Sebastian Everding               | environmentalismus           | ?                      |                            |
|      | MERA25 – Společně za evropskou nezávislost                                                                    |      | Karin De Rigoová                 | progresivismus               | eurofederalismus       |                            |
|      | Die Heimat |      | Udo Voigt                        | neonacismus                  | tvrdý euroskepticismus |                            |
|      | Akční strana na ochranu zvířat                                                                                |      | Cornelia Keiselová               | zelená politika              | ?                      |                            |
|      | Strana pro biomedicínský výzkum omlazení                                                                      |      | Felix Werth                      | politika jednoho tématu      | ?                      |                            |
|      | Aliance pro inovaci a spravedlnost                                                                            |      | Haluk Yildiz                     | zájmy muslimské menšiny      | ?                      |                            |
|      | Aliance C - Křesťané pro Německo                                                                              |      | Karin Heepenová                  | křesťanská pravice           | euroskepticismus       |                            |
|      | Strana humanistů                                                                                              |      | Sascha Boelcke                   | sociální liberalismus        | eurofederalismus       |                            |
|      | Lidský svět                                                                                                   |      | Dominik Laur                     | zelená politika              | ?                      |                            |
|      | Německá komunistická strana                                                                                   |      | Patrik Köbele                    | komunismus                   | ?                      |                            |
|      | Marxisticko-leninistická strana Německa                                                                       |      | Monika Gärtner-Engelová          | marxismus-leninismus         | ?                      |                            |
|      | Strana socialistické rovnosti, Čtvrtá internacionála                                                          |      | Christoph Vandreier              | trockismus                   | ?                      |                            |
|      | Akce za občany za spravedlnost                                                                                |      | Loreen Bermuskeová               | přímá demokracie             | tvrdý euroskepticismus |                            |
|      | Hnutí zdola – Demokratická strana Německa                                                                     |      | Isabel Graumannová               | nacionalismus                | ?                      |                            |
|      | Aliance Německo                                                                                               |      | Lars Patrick Berg                | konzervatismus               | mírný euroskepticismus |                            |
|      | Aliance Sahry Wagenknechtové – Rozum a spravedlnost                                                           |      | Fabio De Masi                    | levicový nacionalismus       | ?                      |                            |
|      | Demokratická aliance pro rozmanitost a probuzení                                                              |      | Fatih Zingal                     | erdoğanismus                 | ?                      |                            |
|      | Klimatický list Německa                                                                                       |      | Verena Hofmannová                | environmentalismus           | ?                      |                            |
|      | Rozmanitý parlament – hlas poslední generace                                                                  |      | Lina Johnsenová                  | zelená politika              | ?                      |                            |
|      | Strana rozumu                                                                                                 |      | Dirk Hesse                       | libertarianismus             | euroskepticismus       |                            |
|      | Strana pokroku                                                                                                |      | Lukas Sieper                     | sociální liberalismus        | eurooptimismus         |                            |
|      | V-Partei³ |      | Simon Klopstock                  | zelená politika              | ?                      |                            |

## Výsledky voleb

výsledky v jednotlivých okresech

výsledky v jednotlivých obcích

|                        |                                                      |            |       |         |      |
| Subjekt                | Subjekt                                              | Hlasy      | %     | Mandáty | ±    |
|                        | Křesťanskodemokratická unie Německa                  | 9 431 567  | 23,70 | 23      | 0    |
|                        | Alternativa pro Německo                              | 6 324 008  | 15,89 | 15      | +4   |
|                        | Sociálnědemokratická strana Německa                  | 5 548 528  | 13,94 | 14      | –2   |
|                        | Svaz 90/Zelení                                       | 4 736 913  | 11,90 | 12      | –9   |
|                        | Aliance Sahry Wagenknechtové – Rozum a spravedlnost  | 2 513 300  | 6,32  | 6       | 0    |
|                        | Křesťansko-sociální unie Bavorska                    | 2 453 652  | 6,17  | 6       | Nová |
|                        | Svobodná demokratická strana                         | 2 060 457  | 5,18  | 5       | 0    |
|                        | Levice                                               | 1 091 268  | 2,74  | 3       | –2   |
|                        | Svobodní voliči                                      | 1 062 132  | 2,67  | 3       | +1   |
|                        | Volt Německo                                         | 1 023 161  | 2,57  | 3       | +2   |
|                        | Die PARTEI                                           | 775 392    | 1,95  | 2       | 0    |
|                        | Strana na ochranu zvířat a životního prostředí       | 570 498    | 1,43  | 1       | 0    |
|                        | Ekologická demokratická strana                       | 257 968    | 0,65  | 1       | 0    |
|                        | Rodinná strana Německa                               | 243 975    | 0,61  | 1       | 0    |
|                        | Strana pokroku                                       | 227 631    | 0,57  | 1       | Nová |
|                        | Pirátská strana Německa                              | 186 773    | 0,47  | 0       | –1   |
|                        | Akční strana na ochranu zvířat                       | 173 443    | 0,44  | 0       | 0    |
|                        | Aliance Německo                                      | 164 477    | 0,41  | 0       | Nová |
|                        | Demokratická aliance pro rozmanitost a probuzení     | 148 724    | 0,37  | 0       | Nová |
|                        | MERA25 – Společně za evropskou nezávislost           | 118 616    | 0,30  | 0       | 0    |
|                        | Rozmanitý parlament – hlas poslední generace         | 104 340    | 0,26  | 0       | Nová |
|                        | Hnutí zdola – Demokratická strana Německa            | 99 502     | 0,25  | 0       | Nová |
|                        | Strana humanistů                                     | 82 275     | 0,21  | 0       | 0    |
|                        | Aliance C - Křesťané pro Německo                     | 75 053     | 0,19  | 0       | 0    |
|                        | V-Partei³                                            | 55 440     | 0,14  | 0       | Nová |
|                        | Lidský svět                                          | 54 098     | 0,14  | 0       | 0    |
|                        | Die Heimat                                           | 41 006     | 0,10  | 0       | 0    |
|                        | Klimatický list Německa                              | 31 504     | 0,08  | 0       | Nová |
|                        | Aliance pro inovaci a spravedlnost                   | 31 141     | 0,08  | 0       | 0    |
|                        | Strana rozumu                                        | 29 508     | 0,07  | 0       | Nová |
|                        | Akce za občany za spravedlnost                       | 26 506     | 0,07  | 0       | Nová |
|                        | Strana pro biomedicínský výzkum omlazení             | 18 935     | 0,05  | 0       | 0    |
|                        | Německá komunistická strana                          | 14 945     | 0,04  | 0       | 0    |
|                        | Marxisticko-leninistická strana Německa              | 13 553     | 0,03  | 0       | 0    |
|                        | Strana socialistické rovnosti, Čtvrtá internacionála | 5 923      | 0,01  | 0       | 0    |
| Celkem                 | Celkem                                               | 39 796 212 | 100   | 96      | –    |
|                        |                                                      |            |       |         |      |
| Platné hlasy           | Platné hlasy                                         | 39 796 212 | 99,17 | –       | –    |
| Neplatné hlasy         | Neplatné hlasy                                       | 332 136    | 0,83  | –       | –    |
| Celkem hlasů           | Celkem hlasů                                         | 40 128 348 | 100   | –       | –    |
| Voliči v seznamu/Účast | Voliči v seznamu/Účast                               | 61 779 636 | 64,95 | –       | –    |
| Zdroj:                 |                                                      |            |       |         |      |